# Markus Kalesse

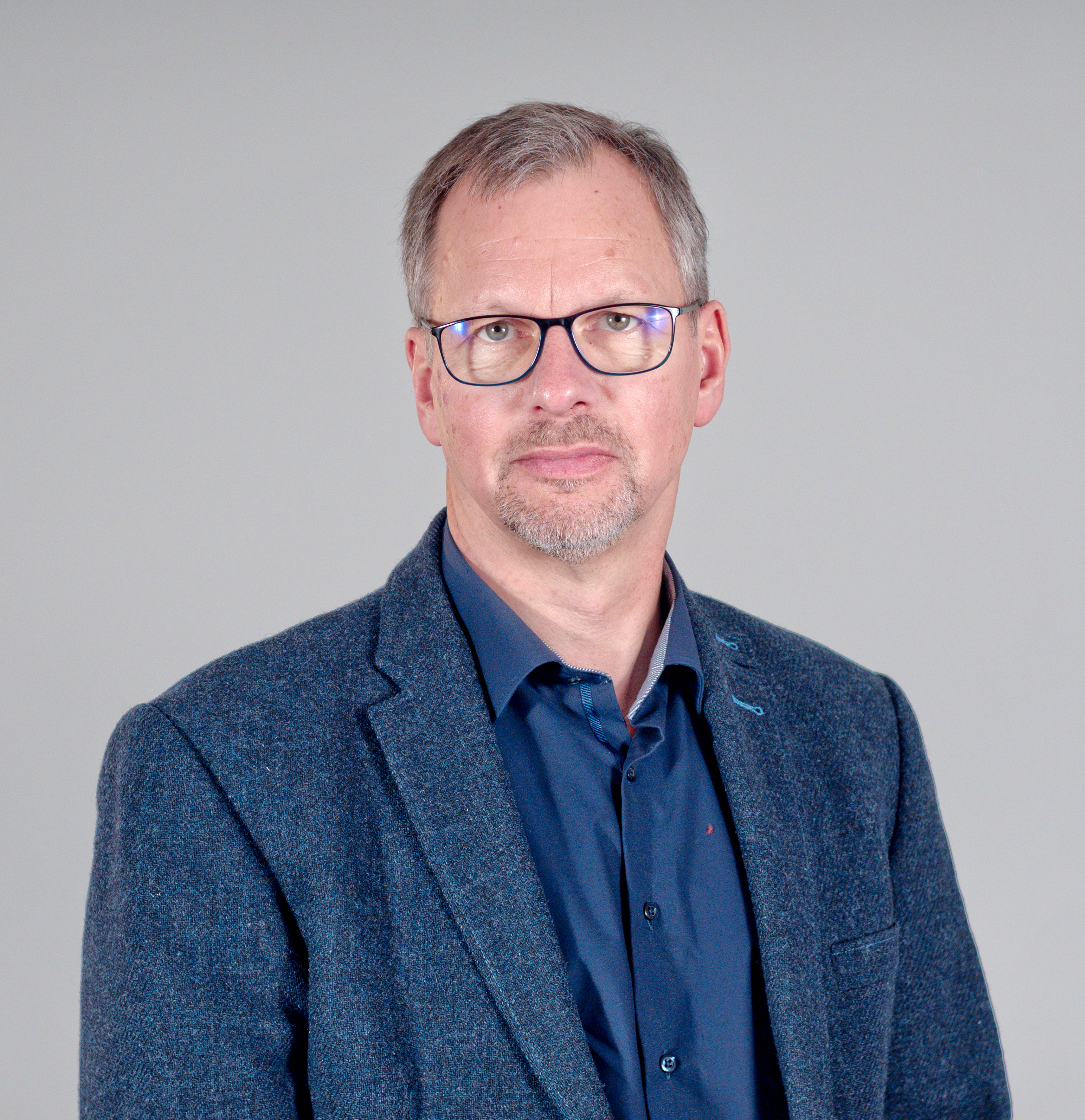
Markus Kalesse, 2017

Markus Kalesse (* 19. März 1961 in Osterode am Harz) ist ein deutscher Chemiker. Er ist seit 2003 Professor am Institut für Organische Chemie der Leibniz Universität Hannover, sowie seit 2005 Leiter der Abteilung für Medizinische Chemie am Helmholtz-Zentrum für Infektionsforschung (HZI) in Braunschweig.

## Leben
Kalesse studierte von 1982 bis 1988 an der Leibniz Universität Hannover Chemie und verfasste dabei seine Diplomarbeit unter der Leitung von Dieter Schinzer. Er erlangte 1991 mit der Arbeit „Aufbau von Bicyclo[2.2.2]octanonen durch kieselgelinduzierte Cyclisierung von Keten-Acetalen und doppelter Michael-Addition“, ebenfalls unter der Leitung von Dieter Schinzer, seinen Doktorgrad (Dr. rer. nat.). Darauf folgten zwei Postdoktorand-Aufenthalte bei Steven D. Burke (1991–1992) und Laura L. Kiessling (1992) an der University of Wisconsin in Madison (USA). Unter Ekkehard Winterfeldt habilitierte er sich 1997 an der Leibniz Universität Hannover im Fach Organische Chemie. Zwischen 1998 und 2000 folgten Gastprofessuren an der University of Wisconsin in Madison (USA), sowie an der Christian-Albrechts-Universität zu Kiel. Er kehrte 2000 als akademischer Oberrat an die Leibniz Universität Hannover zurück, bevor er 2002 eine Professur an der Freien Universität Berlin antrat. Seit 2003 ist er Professor für Organische Chemie an der Leibniz Universität Hannover, und darüber hinaus seit 2005 Leiter der Abteilung Medizinische Chemie am Helmholtz-Zentrum für Infektionsforschung (HZI) in Braunschweig.

## Wirken
Seine Forschung befasst sich mit der Synthese von komplexen Naturstoffen, wobei der Schwerpunkt auf Polyketiden und Polyketid-Peptid-Hybriden liegt, sowie der Entwicklung von Methoden zur stereoselektiven Synthese. Unter seiner Anleitung wurden bislang zahlreiche Erstsynthesen komplexer Naturstoffe erfolgreich verwirklicht, wobei Ratjadon, Tedanolid und Chivosazol exemplarisch genannt werden können.
Neben der Totalsynthese von Naturstoffen wird außerdem in Kooperationen das biologische Profil von diesen evaluiert. Der Schwerpunkt seiner methodischen Arbeiten liegt auf der stereoselektiven Synthese von Aldolprodukten durch Mukaiyama-Aldolreaktionen, sowie vinyloge Mukaiyama-Aldolreaktionen (VMAR). Dabei wurden neue Ketenacetale entwickelt, wie auch der Einfluss chiraler Lewis-Säuren untersucht. Neben seinen synthetischen Interessen befasst sich Kalesse außerdem mit der Strukturaufklärung von Naturstoffen. Im Zuge dieser war er maßgeblich an der Entwicklung eines „Profile Hidden Markov“-Modells zur Bestimmung der absoluten Stereochemie von sekundären Alkoholen und α-Methylverzweigungen beteiligt, welches auf den Gen-Clustern der entsprechenden Polyketidsynthasen basiert.
Zu seinen akademischen Schülern zählen Mathias Christmann (Freie Universität Berlin), Mike Boysen, Dirk Menche (Rheinische Friedrich-Wilhelms-Universität Bonn), Tanja Gaich (Universität Konstanz), Evgeny Prusov (Helmholtz-Zentrum für Infektionsforschung, Braunschweig) und Haihua Lu (Nanjing Tech University).